# 竹內實
竹内实（日语：竹内 実，1923年6月12日—2013年7月30日），日本现代中国研究的代表性学者、京都大学名誉教授，被称为“现代中国研究第一人”。

## 生平
1923年6月12日，竹内实出生于中国山东省张店（今淄博市张店区），1934年，随母亲移居到长春，在那里读完小学和相当于初、高中的商业学校。竹内实在中国一直生活了19年，对中国传统文化耳濡目染，直至1942年才回日本。
1946年，竹内实考入京都大学文学系中国文学专业，毕业后转入东京大学研究生院专注中国文学研究方向。历任京都大学人文科学研究所教授与所长、立命馆大学国际关系学系教授、北京日本学研究中心主任教授，以及松阪大学、关西大学、中国西北大学、杭州大学、厦门大学等学校的客座教授。
1960年6月，竹内实参加以野间宏为团长的日本文学代表团访问中国，期间在上海受到了毛泽东的接见。
1992年，竹内实获得“福冈亚洲文化奖”学术研究奖。
1987年-1994年，他担任日本现代中国研究会会长。2013年7月30日，竹内在京都市的医院内逝世，享年90岁。

## 著作

### 寫作之專書、論文集
- ，東京：春秋社，1966年10月。
- ，東京：合同出版，1967年。
- ，東京：日本放送出版協会，1967年4月。
- ，東京：新泉社，1971年12月。
- ，東京：研究社出版，1972年2月。
- ，東京：中央公論社，1972年4月。
- ，東京：光文社，1972年6月。

### 翻譯
- 陳登科著，東京：ハト書房，1952年。
- 吳運鐸著，東京：青木書店，1955年12月。
- 馮雪峰著，東京：未来社，1956年4月。